# Reggenza di Magelang
La reggenza di Magelang (in indonesiano: Kabupaten Magelang) è una reggenza dell'Indonesia, situata nella provincia di Giava Centrale.
È famosa per il suo tempio di Borobudur. Esso occupa un'area di 1085,73 km2 e al censimento del 2010 contava una popolazione di 1 181 723 abitanti e di 1 299 859 a quello del 2020. Questi numeri non comprendono la città autonoma di Magelang, che è amministrativamente separata ma geograficamente inserita nella reggenza, che a nord confina con la Reggenza di Temanggung, a nordest con quella di Semarang, a est con quella di Boyolali, a sudovest con quella di Purworejo e a ovest con quella di Wonosobo. Il suo motto è Magelang Gemilang (luminoso Magelang).